# Jean Filliozat
Jean Filliozat (* 4. November 1906 in Paris; † 27. Oktober 1982 ebenda) war ein französischer Mediziner und Indologe.

## Leben und Wirken
Er studierte Medizin (Augenheilkunde) und praktizierte nach der Promotion 1930 bis 1947 als Arzt. Daneben lernte er Sanskrit, Pali, Tibetisch und Tamil. Er spezialisierte sich vor allem auf die Geschichte der indischen Medizin, befasste sich aber auch mit Religionsgeschichte und Ethnologie. Mit einer Arbeit über die medizinische Abhandlung Kumāratantra („Kinderkrankheiten“) von Rāvana im Vergleich zu anderen indischen, tibetischen, chinesischen, kambodschanischen und arabischen Texten erhielt er 1934 das Diplom der École pratique des hautes études (EPHE). Von 1937 bis 1939 hatte er einen Lehrauftrag an der für Tamil an der École nationale des langues orientales vivantes und an der EPHE. Im Zweiten Weltkrieg diente er als Sanitätsoffizier.
Filliozat wurde 1941  zum Directeur d’études (entspricht einem Professor) in der historisch-philologischen (IV.) Sektion der École pratique des hautes études ernannt, wo er bis 1977 den Lehrstuhl für indische Philologie innehatte. Aufgrund der thèse La doctrine classique de la médecine indienne („Die klassische Lehre der indischen Medizin“) verlieh ihm die Universität Paris 1946 das doctorat ès lettres. Filliozat wurde 1952 als Nachfolger Jules Blochs auf den Lehrstuhl für indische Sprachen und Literaturen am Collège de France gewählt, den er bis 1978 behielt. Von 1955 bis 1977 leitete er das neugegründete Institut Français de Pondichéry. Zusätzlich war er von 1956 bis 1977 Direktor der École française d’Extrême-Orient (EFEO).
In einer seiner Arbeiten untersuchte er den Symbolismus des Phnom Bakheng in Kambodscha. Seit 1966 war er Mitglied der Académie des Inscriptions et Belles-Lettres. 1972 wurde er zum korrespondierenden Mitglied der British Academy gewählt.

## Schriften (Auswahl)
als Autor
- Magie et médecine (= Mythes et religions. 13). Presses Universitaires de France, Paris 1943.
- Fragments de textes koutchéens de médecine et de magie. Texte, parallèles sanskrits et tibetains. Adrien-Maisonneuve, Paris 1948.
- La Doctrine classique de la médecine indienne. Ses origines et ses parallèles grecs. Imprimerie Nationale, Paris 1949, (Paris, Thèse, 1946; 2eme edition, reproduction en fac-similé. École Française d’Extrême-Orient, Paris 1975).
  - englische Übersetzung: The classical Doctrine of Indian medicine. Its origins and its Greek parallels. Munshiram Manoharlal, New Delhi 1964 (übersetzt von Dev Raj Chanana).
- Studies in Asokan Inscriptions. Indian Studies Past and Present, Kalkutta 1967, (übersetzt von Mrs R. K. Menon).
- Yogaśataka. Texte médical attribué à Nagarjuna. Textes sanskrit et tibétain, traduction française, notes, indices (= Publications de l’Institut Français d’Indologie. 62, ISSN 0073-8352). Institut Français d’Indologie, Pondichéry 1979.

als Herausgeber
- mit Louis Renou: L’Inde classique. Manuel des études indiennes (Bd. 2 = Bibliothèque de l’Ecole Française d’Extrême-Orient. 3, ZDB-ID 786481-4). Avec le concours de Pierre Meile, Anne-Marie Esnoul, Liliane Silburn, Paul Demiéville. 2 Bände. Ecole Française d’Extrême-Orient, Paris u. a. 1947–1953, (mehrere Auflagen).
- Un texte de la religion Kaumāra. Le Tirumurukārruppaṭai[3] (= Publications de l’Institut Français d’Indologie. 49). Institut Française d’Indologie, Pondichéry 1973.
- mit Jacques André: L’Inde vue de Rome. Textes latins de l’antiquité relatifs à l’Inde. Les Belles Lettres, Paris 1986, ISBN 2-251-32864-5.